# Semiothisa fractaria
Semiothisa fractaria là một loài bướm đêm trong họ Geometridae.